# 鄂托克赛尔水库
鄂托克赛尔水库，位于中华人民共和国新疆维吾尔自治区博尔塔拉蒙古自治州温泉县东南部鄂托克赛尔郭勒出山口以下2.8千米处，是一座以灌溉为主，兼顾发电、防洪的山区拦河中型水库，库容3000万立方米，大坝为黏土心墙坝，坝高52.5米，电站装机容量3×800千瓦。水库承担着新疆生产建设兵团第五师八十七团下游沿河灌区的灌溉任务。